# 92 Undina
92 Undina är en stor asteroid upptäckt 7 juli 1867 av astronomen C. H. F. Peters i Clinton, New York. Asteroiden har fått sitt namn efter den populära romanen Undine av Friedrich de la Motte Fouqué.
92 Undina har en ovanligt hög albedo, 0,25, och är av spektralklass M.